# Скити (дем Кожани)
Скити, още Деделер или Дидилер (на гръцки: Σκήτη, до 1927 година Ντεντελέρ, Ντιντιλέρ, Деделер, Дидилер), е село в Гърция, в дем Кожани, област Западна Македония.

## География
Скити е разположено на 740 m надморска височина, на 15 km западно от Кожани, в североизточните склонове на Велия.

## История

### В Османската империя
В края на XIX век Деделер е турско село в Османската империя. Според статистиката на Васил Кънчов („Македония. Етнография и статистика“) през 1900 година в Деделер, Кайлярска каза, има 620 турци.
На Етнографската карта на Битолския вилает на Картографския институт в София от 1901 година Деделер (Деделар) е чисто турско село в Кайлярската каза на Серфидженския санджак със 100 къщи.
Според статистика на Серфидженския санджак на гръцкото консулство в Еласона от 1904 година в Деделер (Ντεντελέρ), Кожанска каза, живеят 550 турци.

### В Гърция
През Балканската война в 1912 година в селото влизат гръцки части и след Междусъюзническата в 1913 година остава в Гърция. В 1913 година селото (Ντιντιλέρ) има 618 жители. През 20-те години населението му се изселва в Турция и на негово място са настанени християнски бежанци от Турция. В 1928 година селото е изцяло бежанско със 111 семейства и 365 жители бежанци.
През 1927 година името на селото е променено на Скити.
Населението традиционно произвежда жито, тютюн, картофи и други земеделски продукти, като се занимава и със скотовъдство.
| Име                         | Име           | Ново име | Ново име | Описание             |
| --------------------------- | ------------- | -------- | -------- | -------------------- |
| Юртия                       | Γιουρτία      | Ливади   | Λιβάδι   | река на С от Скити   |
| Узун Ага                    | Ούζούν Αγά    | Ремата   | Ρέματα   | река на З от Скити   |
| Мегдан бара или Мейдан бара | Μεγντάν Μπάρα | Лимни    | Λίμνη    | езеро на СЗ от Скити |
| Белмедес                    | Μπελμεντζές   | Лофос    | Λόφος    |                      |

| Година    | 1913 | 1920 | 1928 | 1940 | 1951 | 1961 | 1971 | 1981 | 1991 | 2001 | 2011 | 2021 |
| --------- | ---- | ---- | ---- | ---- | ---- | ---- | ---- | ---- | ---- | ---- | ---- | ---- |
| Население | 618  | 758  | 343  | 564  | 588  | 563  | 433  | 423  | 347  | 374  | 277  | 228  |